# 알제리
알제리 인민 민주 공화국(아랍어: الجمهورية الجزائرية الديمقراطية الشعبية, 베르베르어: ⴷⵣⴰⵢⴻⵔⵜⴰⴳⴷⵓⴷⴰ ⵜⴰⵎⴳⴷⴰⵢⵜ ⵜⴰⵖⵔⴼⴰⵏⵜ ⵜⴰⴷⵣⴰⵢⵔⵉⵢⵜ, 프랑스어: République algérienne démocratique et populaire 레퓌블리크 알제히엔 데모크하티크 에 포퓔래흐[*], 영어: People's Democratic Republic of Algeria), 약칭 알제리(아랍어: الجزائر 알자자이르[*], 베르베르어: ⴷⵣⴰⵢⴻⵔ, 프랑스어: Algérie 알제리[*])는 북아프리카 지중해 연안에 위치한 주권 국가이다. 알제는 알제리 인구 최대의 도시이자 수도이며, 알제리의 북쪽 끝에 위치하여 있다. 알제리의 총면적은 2,381,741 km2 (919,595 sq mi)로, 세계에서 10번째로 넓은 국가이자, 아프리카에서 가장 넓은 국가이다. 알제리는 북동쪽으로 튀니지, 동쪽으로 리비아, 서쪽으로 모로코, 남서쪽으로 서사하라, 모리타니, 말리, 남동쪽으로 니제르, 그리고 북쪽으로 지중해와 국경을 맞대고 있다. 알제리는 48개의 주와 1,541개의 지방 자치체로 구성되어 있는 이원집정부제 국가로, 1999년부터 압델라지즈 부테플리카가 알제리의 대통령직을 맡아오고 있다.
고대부터 알제리에는 누미디아, 페니키아, 카르타고, 로마, 반달족, 비잔티움 제국, 우마이야 왕조, 아바스 왕조, 이드리스 왕조, 아글라브 토후국, 루스탐 왕조, 파티마 왕조, 지리드 왕조, 함마디드 왕조, 무라비트 왕조, 무와히드 칼리파조, 스페인 제국, 그리고 프랑스 식민제국 등 수많은 제국들과 왕조들이 거쳐갔다. 베르베르인은 알제리의 토착민이다.
알제리는 지역 강국이자 미들 파워의 지위를 가지고 있다. 알제리를 포함한 여러 북아프리카 국가들은 유럽에 막대한 양의 천연 가스를 공급하고 있으며, 에너지 수출은 이들의 국가 경제의 중추를 담당하고 있다. OPEC의 자료에 따르면, 알제리는 세계 16위, 아프리카 2위 규모의 석유 매장량을 보유하며, 세계 9위 규모의 천연가스 매장량을 기록하고 있다. 알제리의 국영 기업인 소나트래치는 아프리카 최대 규모의 기업이다. 알제리는 아프리카 최대 규모의 군대와 국방 예산을 운용하고 있으며; 대부분의 무기는 알제리와 협력 관계에 있는 러시아에서 수입해온다. 알제리는 아프리카 연합, 아랍 연맹, OPEC, 유엔의 회원국이자, 아랍 마그레브 연합의 창립국 중 하나이다.

## 어원
알제리라는 나라 이름은 수도인 알제에서 따온 것으로, 그 어원은 다시 섬이나 군도를 뜻하는 아랍어 단어인 알 자자이르(아랍어: الجزائر)로 거슬러 올라간다.

## 역사
1830년 프랑스의 침입으로 프랑스령 알제리라는 식민지가 되어, 카빌리의 반란(Grand Kabyla rebellion) 등 독립운동을 계속하다가 1954년 국민해방전선(FLN)을 결성하고 알제리 전쟁을 개시하였다. 프랑스는 50만 이상의 병력으로 육·해·공군을 총동원하여 하루 평균 20억 프랑의 전비를 쓰며 독립군을 토벌하였으나 허사였다. 이 알제리 문제로 몇 차례에 걸쳐 내각이 무너지고 프랑스 제4공화국 붕괴의 직접적인 원인이 되었다. 이 전쟁에서 하르키(Harki)들은 알제리군에게 교수형을 당하기도 했다.
1958년 FLN은 알제리 공화국 임시정부의 수립을 선언하고 프랑스 정부와 프랑스 이주민인 콜롱(colon)에 대한 저항운동을 강화하였다. 1962년 7월 5일 국민투표를 거쳐 독립을 선포하고 9월 알제리 인민민주공화국을 수립했다.
1974년 국민투표로 국민헌장을 채택했고, 새헌법을 채택하였다. 알제리는 비동맹 운동과 중립노선을 취하고 있으며, 1988년 모로코·이집트와 복교하고 1989년 아랍 마그레브 연합을 결성하였다. 알제리는 풍부한 석유와 천연가스를 가진 자원 부국이다.
2013년 1월 17일에 인질극이 발생되었고, 알제리군이 인질들을 구출하는 과정에서 인질들이 35명이 사망하는 사건이 일어났다.
알제리 정부군이 동남부 인아메나스 가스 생산시설에서 이틀째 인질극을 계속한 이슬람 무장단체를 공격하던 중 외국인 인질과 납치범 다수가 목숨을 잃었다.

## 지리
북아프리카, 마그립지역, 남지중해, 이슬람문화권, 지중해문화권

### 기후
- 북부: 지중해성기후가 나타나 습한 곳은 800mm~1000mm정도이며, 11월~2월 평균기온은 12°C미만이고 7~8월 평균기온은 30°C이다.

- 아틀라스 산맥: 높은 곳은 항상 눈이 쌓여있지만 대체적으로 200~400mm온다.

- 남부: 사막기후가 나타난다. 낮에는 45°C이상인 경우가 많고 밤엔 10°C내외라 매우 일교차가 심하다.

### 지리적 특색
국토의 85%가 사막이다.
- 남부
  - 아하가르 고원: 건조고원으로, 최고봉은 2,918m인 타하트 산이다.
- 북부
  - 아틀라스 산맥: 모로코~튀니지에 걸쳐 있다. 최고봉은 4,167m인 투브칼 산이다.

## 정치

### 행정 구역

알제리의 행정 구역

1. 아드라르주
2. 슐레프주
3. 라구아트주
4. 움엘부아기주
5. 바트나주
6. 베자이아주
7. 비스크라주
8. 베샤르주
9. 블리다주
10. 부이라주
11. 타만라세트주
12. 테베사주
13. 틀렘센주
14. 티아레주
15. 티지우주주
16. 알제주
17. 젤파주
18. 지젤주
19. 세티프주
20. 사이다주
21. 스킥다주
22. 시디벨아베스주
23. 안나바주
24. 겔마주
25. 콩스탕틴주
26. 메데아주
27. 모스타가넴주
28. 음실라주
29. 마스카라주
30. 우아르글라주
31. 오랑주
32. 엘바야드주
33. 일리지주
34. 보르즈부아레리즈주
35. 부메르데스주
36. 엘타르프주
37. 틴두프주
38. 티셈실트주
39. 엘우에드주
40. 켄셸라주
41. 수크아라스주
42. 티파자주
43. 밀라주
44. 아인데플라주
45. 나마주
46. 아인테무셴트주
47. 가르다이아주
48. 렐리잔주

### 외교
1962년 독립 후 알제리의 정책은 탈식민주의 노선을 중심에 두고 어떤 국가에서도 식민 지배가 되풀이되어서는 안 된다는 원칙을 고수해왔다. 특히 서사하라 문제는 이 원칙의 핵심 사안으로 여겨진다. 알제리는 서사하라가 팔레스타인과 같이 과거의 식민 지배 방식을 겪고 있으며, 같은 이슬람 국가인 모로코가 이러한 방식으로 서사하라를 지배하는 것은 모순적이라고 비판한다.
하지만 일각에서는 알제리의 이러한 태도가 순수한 반식민주의 원칙보다는 정치적 이해관계에 기반한 것이라는 지적도 있다. 알제리는 모로코와의 지역 패권 경쟁에서 전략적 우위를 점하기 위해 서사하라 문제를 지속적으로 활용하고 있으며, 사하라위족의 독립을 지지하는 명분 아래 모로코의 안보를 약화시키고 북아프리카 내 영향력을 확대하려는 의도가 내포되어 있다는 분석이 나온다.
특히 자국 내에서 심각한 경제 위기, 높은 실업률, 사회 불만이 지속되고 있는 상황 속에서도, 알제리는 살상 무기 제공, 군사 훈련, 금전 및 식량 지원 등 막대한 자원을 사하라위족에게 지속적으로 투입하고 있다. 이러한 행위는 단순히 ‘식민 지배 반대’라는 이념적 원칙만으로는 설명되기 어렵다. 오히려 이는 국제사회의 반식민주의적 공감대를 정치적 수단으로 활용하여 모로코를 견제하고 외교적 영향력을 넓히려는 전략적 계산이 담겨 있다는 해석이 지배적이다.
이와 같은 알제리의 외교적 입장은 자국 내 소수민족인 아마지그족(베르베르족)에게 보여주는 태도와 뚜렷한 모순을 드러낸다. 알제리는 아랍-이슬람 중심의 국가 정체성을 강조하며 오랫동안 카빌리 지역의 아마지그 문화와 언어를 억압해왔다. 특히 1980년 ‘베르베르의 봄’과 2001년 ‘검은 봄’으로 대표되는 카빌리의 반란은 알제리 정부의 문화 억압과 정치적 배제에 저항하는 상징적 사건이다. 이 과정에서 수많은 사망자와 구속자가 발생했고, 현재까지도 카빌리 자치운동(MAK)은 자치 혹은 독립을 요구하며 투쟁을 이어가고 있다.
알제리가 외부에는 자결권과 정의를 외치면서, 내부적으로는 자국 내 민족의 권리를 억압하고 있는 점은 명백한 이중적 태도이며, 반식민주의 노선의 정당성을 스스로 훼손하고 있다는 비판도 존재한다. 서사하라 문제에서의 적극적인 개입과 카빌리 문제에 대한 탄압은, 알제리의 이념과 현실 사이의 괴리를 드러내는 대표적인 사례로 평가된다.

## 경제
산업에 있어서는 프랑스인이 건설한 근대적 부문과 후진적인 전통적 부문의 차가 크게 눈에 띈다. 독립 후 프랑스인 소유의 산업은 접수되어 노동자의 자주관리에 맡겨졌으나, 전통적 부문과의 사이에 아직도 이중구조가 존재한다.
농업·목축·임업은 취업인구의 60% 이상이 종사하고 있지만 경지면적이 적어 그 생산성은 낮다. 주요 산물은 소맥, 오렌지, 포도, 감귤, 채소, 밀, 딸기, 올리브이며 오아시스에서는 대추야자가 재배된다. 낙농이 장려되고 있고 양 사육이 활발하다.
공업에는 식품, 화학, 자동차 조립, 섬유, 기계, 정유 등이 있다. 원유(4650만톤), 석탄(2만4천톤)의 혜택도 입었다.
1956년 에제레에서 석유가 발견되었다. 매장량 10억kL, 연산 4,505만t, 송유관을 통해 지중해 연안으로 반출되어 수출된다.알제리산 석유는 특히 가볍다고 알려져 있다. 또한 하실멜 부근에서 매장량 1조m3의 천연가스 자원이 발견되어 이를 이용하는 석유화학공장이 건설되었다. 천연가스는 2003년 기준으로 321만 3천조 줄을 생산하여 세계시장 점유율 5위이다. 1992년 시점에는 천연가스와 석유가 총수출액의 97%에 달하였다. 2003년 시점에도 98%를 유지하고 있다.
금속자원으로는, 300톤(세계시장점유율 동율 3위)에 달하는 수은의 채굴이 특기할 만 하다. 인광석, 철광석의 매장량도 많으나, 개발은 진척되지 않았다. 그 외에 납이 있다.
알제리의 무역 실적을 보면 수출에 있어서 원유가 95%로 대부분을 차지하며, 수입에 있어서는 기계류·식량·금속제품 등이다. 무역대상국은 프랑스·독일·미국·이탈리아·에스파냐 등이다. 프랑스에 존재하는 1백만명 이상의 재외 알제리인 노동자로부터의 송금도 큰 외화수입원이 되고 있다.

## 교통
식민지 시대부터 국도가 잘 정비되어, 연안부의 간선도로는 전부 포장되어 있다.사하라의 교통수단은 낙타에서 자동차와 비행기로 바뀌어 있지만 여전히 낙타는 사하라사막을 횡단하는 주요수단이다. 안나바, 알제, 오랑 등지에 국제공항이 있어 유럽 및 아프리카와 연결되어 있다. 알제, 안나바, 오랑의 항구에서는 마르세유까지 정기선이 다닌다.

## 인구

### 주민
원주민은 베르베르인이고, 7세기 이후 아랍인이 들어왔다. 유럽인은 소수지만 대부분이 프랑스계이고 약간의 이탈리아인, 에스파냐인, 러시아인도 섞여 있다. 주민 가운데 베르베르인이 80%이다. 알제리인 디아스포라는 프랑스에 존재하며, 2021년 기준 200만명이 알제리 출신이다.

### 언어
공용어는 베르베르어, 아랍어, 프랑스어이다. 2002년 4월에 개정한 헌법은 "베르베르어는 국민 언어(national language)이다."라고 덧붙이고 있다.
대부분의 사람들은 2-3가지 언어를 쓴다. 특히 프랑스어는 3220만 인구중에서 2100만명이 의사소통어로 사용하고 있다. 하지만 식민주의의 끈이라고 하여 프랑코포니에는 참가하지 않고 있다. 다만 부테블리카 대통령은 지난 2004년 정상회담에 이어서 2006년 부쿠레슈티 정상회담에는 특별초대되어 참관한다. 이 나라에서 쓰는 아랍어는 표준 아랍어와 어휘, 문법 등에서 많은 차이를 보이는 알제리 아랍어이다. 이 알제리 아랍어는 서아시아의 아랍어보다는 북아프리카의 아랍어와 비슷하다.
대학생 중에는 프랑스어는 읽고 말하고 쓸 줄 알면서도, 아랍어는 읽고 쓰는 것이 불편한 경우가 있을 정도로 아랍화 정책은 대외적으로 홍보하는 것만큼 성공적이지는 않다고 평가할 수 있다. 알제리는 또한, 남유럽 문화에 가까운 점도 있으므로 에스파냐어, 이탈리아어, 몰타어를 사용도 약간 하는 편이다.
또한 프랑스어와 영어를 대등한 상태에서 선택할 수 있도록 교육정책을 바꾸고 있다. 물론 최근 교육부가 실시한 설문조사에서 학부모들은 자녀들이 영어보다 프랑스어로 교육받기를 선호했다. 이러한 이유는 알제리 국민이 프랑스 식민정책에 대한 부모들의 친(親)프랑스 정책을 가지고 있다는 점에서부터 시작되어서 식민 지배 이후에도 영어보다 프랑스어를 선호하는 것이 바로 옛 식민 시절을 그리워 하는 부분도 있다는 점이다.
약간의 영어, 이탈리아어, 에스파냐어, 독일어, 러시아어 사용자도 있다.

### 종교
이슬람 국가가 되기 전, 알제리는 성 아우구스티누스(성 어거스틴)등의 교부들이 활동하는 등 초대교회 신학이 꽃핀 신학의 중심지였다. 하지만 기독교계 지주들에 대한 농민들의 저항으로 알제리를 포함한 북아프리카지역이 이슬람 국가가 되면서, 현재 알제리 종교인의 대다수는 무슬림이다. 프랑스의 축구 선수인 지네딘 지단도 무슬림 출신이다. 알제리에서 이슬람외의 다른 종교는 사실상 차별과 탄압을 받고 있는데, 그 실례로 2008년 개종을 불법으로 규정한 새 법령이 발효되면서 이미 26개의 알제리 개신교 교회가 정부에 의해 폐쇄되었다. 이슬람교도들은 돼지고기와 술을 먹지 않으며, 라마단 기간에는 아무것도 먹지 않는다.

## 외교

### 한국과의 관계
알제리는 사회주의 성향이 짙어서 북한과 단독수교한 이후 친밀한 관계를 유지했으나, 1988년 하계 올림픽에 선수 및 임원단을 파견하였으며, 1990년에 대한민국과 외교 관계를 수립하였고, 1993년 대전 세계박람회에도 참가하였다. 알제리와 1990년에 수교한 후 지금까지 긴밀한 관계를 유지하고 있다. 대한민국과의 직항 항공편은 없어서 프랑스, 튀르키예, UAE, 카타르 등에서 환승해야 알제리에 갈 수 있다.